# Station Veynes-Dévoluy
Station Veynes-Dévoluy is een spoorwegstation in de Franse gemeente Veynes.

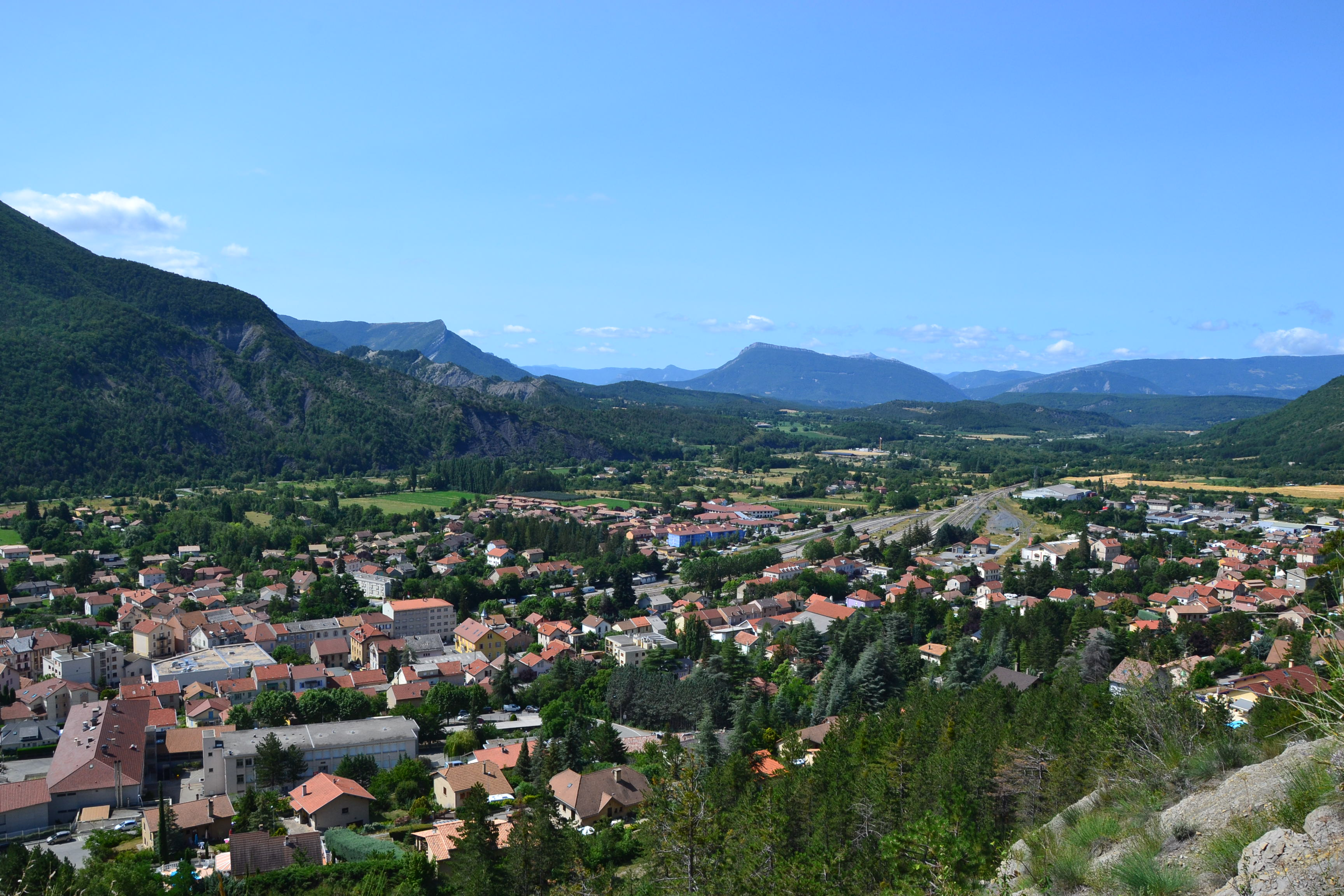
Gezicht vanaf wandelroute GR94

Het station werd geopend in 1875 door de PLM op de lijn Lyon-Perrache – Marseille-Saint-Charles (via Grenoble). Later kwam er ook een lijn Livron – Aspres-sur-Buëch en werd de lijn doorgetrokken naar Gap. Hierdoor werd Veynes een spoorwegknooppunt. Naast het station werd een stelplaats voor locomotieven gebouwd.